# إيهور سولدات
إيهور سولدات (بالأوكرانية: Солдат Ігор Володимирович)‏ هو لاعب كرة قدم أوكراني في مركز الدفاع، ولد في 10 مارس 1991 في كييف في أوكرانيا. لعب مع ميتالورغ دونيتسك.

## وصلات خارجية
- إيهور سولدات على موقع اتحاد أوكرانيا (الإنجليزية)
- إيهور سولدات على موقع قاعدة بيانات كرة القدم.إي يو (الإنجليزية)
- إيهور سولدات على موقع Soccerway.com (الإنجليزية)